# Atletiek op de Paralympische Zomerspelen 2024 - 400 m vrouwen T53
De 400 meter voor vrouwen klasse T53 op de Paralympische Zomerspelen 2024 vond plaats van op 5 september in het Stade de France. Deze klasse is voor atletes met onderbreking van de zenuwen in de lagere delen van de rug, met normaal gebruik van armen en handen, geen of beperkte rompfunctie en geen beenfunctie. De winnares van 2020 was Catherine Debrunner uit de Zwitsersland, die in 2024 haar titel wist te prolongeren, De Britse Samantha Kinghorn behaalde het zilver en Zhou Hongzhuan uit China won de bronzen medaille.

## Records
Voorafgaand aan het toernooi waren dit het wereldrecord en het Paralympisch record.
| Wereldrecord        | Zwitserland Catherine Debrunner | 49.43 | Parijs         | 14 juni 2024      |
| Paralympisch record | China Zhou Hongzhuan            | 54.43 | Rio de Janeiro | 11 september 2016 |

### Finale
| Rang   | Baan | Naam                | Naam | Tijd    | Bijz. |
| ------ | ---- | ------------------- | ---- | ------- | ----- |
| Goud   | 5    | Catherine Debrunner | SUI  | 51.60   | PR    |
| Zilver | 6    | Samantha Kinghorn   | GBR  | 53.45   |       |
| Brons  | 7    | Zhou Hongzhuan      | CHN  | 55.09   |       |
| 4      | 8    | Gao Fang            | CHN  | 56.53   |       |
| 5      | 4    | Hamide Dogangun     | TUR  | 56.90   | SB    |
| 6      | 9    | Angela Ballard      | AUS  | 59.12   |       |
| 7      | 3    | Jessica Lewis       | BER  | 1:00.82 |       |
| 8      | 2    | Chelsea Stein       | USA  | 1:06.47 |       |